# 西山一星
西山一星（にしやま いっせい、1985年5月16日 - ）は、エレガントプロモーションに所属していた元タレント。熊本県宇土市出身。牡牛座。血液型B型。

## 来歴
- 宇土市立住吉中学校、九州学院高等学校、福岡大学卒。
- 特技は、陸上長距離・空手。高校・大学時代は陸上部に所属。2005年（平成17年）熊本大会では1500m長距離で優勝した実績を持つ。
- KBC九州朝日放送で深夜放送のテレビ番組「ドォーモ」の新人リポーターオーディションに合格。2007年（平成19年）4月から番組リポーターとして番組レギュラーに加わる。「ドォーモ」の番組リポーターでタレントデビューを果たした。中上真亜子と同期にあたる。
- テレビ出演の他、雑誌モデルや各種イベントの司会などを多彩にこなしていた。
- 同じエレガントプロモーションが運営するQunQunのオフィシャルサポーターを務めていた。
- 転職を理由に2014年3月いっぱいでタレント業を引退。その為自身が出演していた番組はすべて2014年3月いっぱいで卒業している。自身のブログによると、現在は主にガソリンと高速道路料金の値引きサービスを全国の法人・個人事業主に提供している会社に勤務している。

## 出演していた番組
- ドォーモ（九州朝日放送、九州・山口ブロックネット）
- テレビタミン（熊本県民テレビ、2010年4月から新規起用、2012年3月までは金曜日中継リポーター、2012年4月以降は冠コーナー「西山一星のクチコミ一番星」（毎週木曜17時台に放送）を担当。）
- Saturday ココSmile サタデココ（熊本県民テレビ、番組リポーター）